# ユノカル
ユノカル(Unocal Corporation)は1890年に設立されたアメリカ合衆国の石油会社。
カリフォルニア州エル・セグンド市に本社を構える。ユノカルはオイルなどのブランドであるユノカル76（Unocal 76）やガソリンスタンドのユニオン76（Union 76）として知られていたが、後にユニオン76はコノコフィリップスに売却された。
2005年4月、ユノカルはシェブロンテキサコ（ChevronTexaco）との合併に合意した。しかし、同年6月、中国の石油企業である中国海洋石油（Cnooc）はこの合併に対抗してユノカル買収に185億ドルを提示した。

## 歴史
1890年10月17日、ユノカルはカリフォルニア州サンタポーラ市にユニオン・オイル・カンパニー・オブ・カリフォルニアという会社が設立されたことに始まる。これはライマン・スチュアート、トーマス・バード、ウォーレス・ハーディソンらの会社の統合により生まれた会社である。1901年に本社をカリフォルニア州ロサンゼルスに移転。1965年、ピュア・オイル・イリノイズと合併して全米規模の石油会社となる。それから20数年の間に、南部アラスカでの石油生産やメキシコ湾での天然ガス生産において多くの割合を占める会社となる。1983年には組織を再編、持ち株会社のユノカルがユニオン・オイル・カンパニー・オブ・カリフォルニアを支配する形となる。

## 中央アジア
ユノカルはカスピ海地域からアフガニスタンやパキスタンを通過してインド洋に出る石油パイプライン建設を目指したセントガス・コンソーシアムを構成する重要な企業であった。この時、ユノカルのコンサルトであったザルメイ・ハリルザドは現在アメリカのアフガニスタン大使を務める。このパイプラインはアメリカ政府の圧力にもかかわらずセントガスとタリバンとの合意が頓挫したため建設されなかった。その後しばらくしてアメリカはアフガニスタンに侵攻したため、パイプラインについて補償される余地がある。
ユノカルは最近完成して運用開始されたカスピ海から地中海へ繋ぐ、バクー・トビリシ・ジェイハン・パイプラインを運営する第3位の企業でもある。

## ミャンマー（ビルマ）
ユノカルはビルマでのヤダナ・パイプラインの建設において、パイプラインを守るため雇ったビルマ軍が住民に乱暴したとして訴えられた。